# Lac d'Argoat
Le lac d'Argoat est un lac français de l'île principale de l'archipel des Kerguelen, dans les Terres australes et antarctiques françaises. Il est situé sur le plateau Central et est au nord du volcan du Diable. Il est connecté au lac d'Armor par une petite rivière, et fait partie d'un « système » dont font aussi partie les lacs d'Enfer et du Volcan du Diable.